# Universitas Studii Erfordiensis

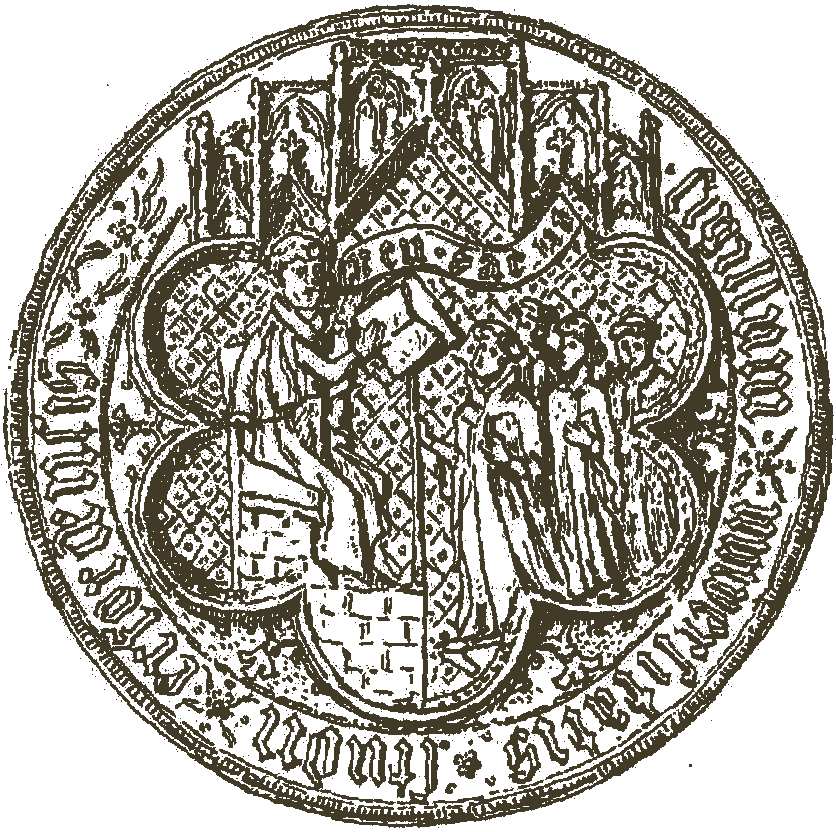
Ältestes Universitätssiegel der Hierana

Universitas Studii Erfordiensis ist die historische Bezeichnung für die von 1392 bis 1816 bestehende alte Erfurter Universität. Der erst später aufkommende Name Hierana bezieht sich auf den Erfurt durchquerenden Fluss Gera (lat. hiera), an deren beiden Ufern sich die Liegenschaften und Einrichtungen der Universität befanden: „die an der Gera liegende“.

## Geschichte

### Gründung
Seit dem 13. Jahrhundert hatte sich in Erfurt ein universitätsähnliches Generalstudium etabliert, das von Stiftschulen getragen wurde. Der florierende Schulbetrieb geriet jedoch Mitte des 14. Jahrhunderts in die Krise, da ihm anders als den entstehenden mitteleuropäischen Universitäten insbesondere das Promotionsrecht fehlte. Deshalb hatte sich die Stadt Erfurt 1378 bei Papst Clemens VII., dem Gegenpapst in Avignon, für die Gründung einer eigenen Universität in Erfurt beworben und 1379 eine Stiftungsbulle erhalten. Die Initiative für die Bewerbung ging dabei insbesondere auf das hohe Engagement der Erfurter Bürgerschaft zurück. Da der Landesherr, Erzbischof Adolf von Mainz, die Fronten wechselte und sich Papst Urban VI. in Rom zuwandte, wurde die Eröffnung unmöglich.
Nachdem jedoch im Jahre 1388 der Rat zu Köln die Gründung der Universitas Studii Coloniensis in seiner Stadt erreicht hatte, wurden auch die Erfurter Stadtväter wieder aktiv und bemühten sich ein zweites Mal um die Genehmigung zur Gründung einer Universität. Diese Genehmigung erteilte ihnen der römische Papst Urban VI. mit Urkunde vom 4. Mai 1389.
Die bereits im Jahr 1379 von Papst Clemens VII. auf Antrag der Erfurter Bürgerschaft erteilte Gründungsurkunde hatte wegen des Abendländischen Schismas zwar noch nicht zur Universitätsgründung geführt, wird aber von einigen Forschern als eigentliches Gründungsdatum angesehen, womit Erfurt als die älteste Alma Mater im heutigen Deutschland gelten würde. Mit dem bis ins 13. Jahrhundert zurück reichenden Generalstudium weist sie in jedem Falle die längste Hochschultradition auf.
In der zweiten Woche nach Ostern 1392 wurde die Universität Erfurt als dritte Universität nach der Ruprecht-Karls-Universität Heidelberg (1386) und Köln (1388) innerhalb der Grenzen des heutigen Deutschlands eröffnet (die älteste Universität im Heiligen Römischen Reich nördlich der Alpen ist die 1348 gegründete Karls-Universität Prag). Im selben Jahr fand die erste Rektorwahl statt, und zum Sommersemester wurde der Lehrbetrieb aufgenommen.
Die Lehrgebäude lagen im Lateinischen Viertel, gegenüber der Michaeliskirche, die als Universitätskirche diente. Das repräsentative Hauptgebäude war das 1511 bis 1550 errichtete Collegium Maius.
Neuere Forschungen zur Gründungsgeschichte der Universität plädieren dafür, das Gründungsprivileg von 1379 als „Geburtsurkunde“ zu betrachten, womit Erfurt als älteste Universität im heutigen Deutschland vor Heidelberg (1385) und Köln (1388) gelten würde. Auch in Wien, wo zwischen Gründungsprivileg 1365 und Aufnahme eines geregelten Studienbetriebes fast 20 Jahre liegen, und weiteren alten Universitäten beruft man sich auf das erste Datum.

### Erste Blütezeit
Erster Rektor war der Arnstädter Ludwig Mollner. Unter ihm und seinen Nachfolgern nahm die Universität Erfurt einen raschen Aufstieg. Schnell entwickelte sich die junge Universität zu einer Volluniversität mit allen vier Fakultäten (Philosophie, Medizin, weltliches und kirchliches Recht, Theologie). Die Artistenfakultät, an der die Sieben Freien Künste (artes liberales) gelehrt wurden, genoss weithin hohes Ansehen.
Auch auf Grund der zentralen Lage der Stadt am Schnittpunkt europäischer Verkehrswege entwickelte sich die Universität bald zu einer der namhaftesten Bildungsstätten Zentraleuropas.
Dasselbe gilt insbesondere für die theologische Fakultät, deren Absolventen in ganz Deutschland und darüber hinaus tätig waren, und für die juristische Fakultät, an der sich zu Beginn des 15. Jahrhunderts neben dem Kirchenrecht auch das Zivilrecht durchsetzte. Die Orden der Franziskaner, Augustiner-Eremiten und Dominikaner brachten 1392 ihre in Erfurt bestehenden Studienhäuser in die theologische Fakultät ein; für die Orden bekam Erfurt den Status eines Generalstudiums, wohin die Führungskräfte zum Studium entsandt wurden. Die Erfurter Universität war zeitweilig die berühmteste Stätte rechtswissenschaftlicher Studien nördlich der Alpen und wurde als „Bologna des Nordens“ gerühmt. Zum hohen Ansehen dieser beiden Fakultäten trugen vor allem auch ihre Vertreter bei, die an den Konzilien von Konstanz (1414 bis 1418) und Basel (1431 bis 1449) teilnahmen und in vielen kirchlichen Streitfragen als bedeutsame Gutachter fungierten. Außerdem machten sie sich als Ratgeber der Fürsten einen Namen.
So kam es, dass die Universität Erfurt im 15. Jahrhundert zur meistbesuchten Universität Deutschlands wurde und die größte Studentenschaft zählte. Ihre Scholaren strömten aus allen Teilen Europas dorthin. Außerdem diente die Universität als Vorbild für viele Universitätsgründungen des 15. Jahrhunderts, z. B. für Rostock (1419), Basel (1460), Trier (1473) und Mainz (1477).
Aus dieser Zeit stammt auch eine große Bibliothek, die berühmte Bibliotheca Amploniana, gestiftet von Amplonius Rating de Berka, der in Erfurt sein Medizinstudium beendete und dort 1393 promoviert wurde. Vom 5. Mai 1394 bis zum 31. Januar 1395 war er der zweite Rektor der Universität Erfurt. Um 1410 schrieb er eigenhändig einen nach Wissensbereichen (Theologie, Medizin etc.) geordneten Katalog für seine Bibliothek, der heute noch erhalten ist. Am 1. Mai 1412 schenkte Amplonius seine Bibliothek dem von ihm gestifteten Collegium Porta Coeli (Collegium Amplonianum) in Erfurt. Die Bibliothek des Amplonius umfasst das Universum des spätmittelalterlichen Wissens. Bis heute sind noch etwa zwei Drittel des ursprünglichen Buchbestandes erhalten. Die Bibliotheca Amploniana wird seit 2001 in der Universitätsbibliothek Erfurt aufbewahrt. Sie gilt als eine der bedeutendsten Handschriftensammlungen in Deutschland und ist die weltweit größte noch geschlossen erhaltene Handschriftensammlung eines spätmittelalterlichen Gelehrten.

### Zweite Blütezeit
Einen weiteren geistigen Aufschwung erlebte die Universität Erfurt um die Wende vom 15. zum 16. Jahrhundert. Er erfolgte gleichzeitig nach zwei Richtungen: Zum einen gab es eine Spätblüte der Scholastik, zum anderen blieb Erfurt der via moderna treu. Auf Grund der zentralen Lage Erfurts am Schnittpunkt europäischer Verkehrswege entwickelte sich die Universität bald zu einer der namhaftesten Bildungsstätten Zentraleuropas. Zeitweise mit mehr als 1100 Lehrkräften und Studenten und mit 35.707 Immatrikulierten während der Jahre 1392 bis 1521 war sie damals nach Wien die am stärksten besuchte Hochschule im deutschsprachigen Raum.
Einer der bekanntesten Erfurter Studenten aus dieser Zeit ist der spätere Reformator Martin Luther, welcher an der artistischen Fakultät der Universität Erfurt 1501 als „Martinus Ludher ex Mansfeldt“ immatrikuliert wurde, dort 1502 sein Bakkalaureus-Examen ablegte und 1505 zum Magister Artium wurde. Dabei erhielt er wichtige Grundlagen und zahlreiche Anregungen für seine spätere Entwicklung.
Wer gut studieren will, der gehe nach Erfurt, hatte Luther empfohlen und andere Universitäten gegenüber der Universität Erfurt als „kleine Schützenschulen“ bezeichnet. Sein ganzes Leben lang hatte er eine enge Beziehung zu Erfurt und seiner Universität, wohin ihn sein Weg auch später noch mehrmals führte. Wie ein Bekenntnis klingt es, wenn er 1513 formulierte: „Die Erfurter Universität ist meine Mutter, der ich alles verdanke.“ Nach seinem Gewitter-Erlebnis trat Luther am 17. Juli 1505 in das Augustinerkloster in Erfurt ein. 1507 empfing er in der Kiliani-Kapelle des Erfurter Marienstifts (Dom) (heute ein Vorlesungsraum der Katholisch-Theologischen Fakultät) die Priesterweihe und begann danach Theologie am Generalstudium der Augustiner-Eremiten in Erfurt, das der Universität inkorporiert war, zu studieren, 1509 wurde er dann im Coelicum (dem heutigen Auditorium der Katholisch-Theologischen Fakultät) promoviert.
Der Humanist Eobanus Hessus, der ab 1504 in Erfurt studierte, verkündete: Erfurt strahlt im Ruhm der Wissenschaft, vor allen Städten Deutschlands trug es im Wettkampf die Siegespalme davon.
Auch in den säkularen Erneuerungsbewegungen von Humanismus und Reformation spielte die Universität eine sehr wichtige Rolle. So entstanden im so genannten „Erfurter Humanistenkreis“ um Eobanus Hessus die „Dunkelmännerbriefe“ (1515/17), welche als die bedeutendsten und treffendsten Satiren auf die späte Scholastik und das pseudogelehrte Mönchtum der damaligen Zeit gelten.
In den Jahren 1520/1521 bekleidete der angesehene Humanist Crotus Rubeanus das Rektorenamt. Er bereitete für Martin Luther bei dessen Erfurter Aufenthalt (6. bis 8. April 1521) auf dem Weg zum Reichstag zu Worms 1521 einen Ehrenempfang, was von der begeisterten Aufnahme des reformatorischen Gedankens zeugt.

### Schließung
Nachdem die Universität Erfurt im Zeitalter der Reformation und des Humanismus ihre höchste Blüte erreicht hatte, kam es beginnend mit den Pfaffenstürmen 1521, insbesondere aber nach den Revolutionskriegen und mit der napoleonischen Ära, zu einem unaufhaltsamen Niedergang der Erfurter Universität. Ihr Anteil innerhalb der deutschen Studentenschaft (ohne die Habsburgischen Gebiete) fiel von über 20 % auf 1,5 % bis 3 % im 17. und 18. Jahrhundert. Sie war „längst nur noch ein Schatten ihrer ehemaligen Größe“. Erfurt teilte das Schicksal solcher Kleinstuniversitäten wie Altdorf, Duisburg, Fulda und Herborn und überlebte die Epoche der Napoleonischen Kriege in Deutschland nicht. So mussten um 1800 insgesamt 22 deutsche Universitäten schließen.
In der Zeit, als Erfurt „Kaiserliche Domäne“ Napoleons war, wurden von 1806 bis 1814 das Collegium Maius (Hauptgebäude der Universität und Sitz von drei Fakultäten), die benachbarte Bursa der Philosophischen Fakultät und das Coelicum der Theologen am Kreuzgang des Doms von den Franzosen als Magazine und Lazarette zweckentfremdet.
Ab 1814 wieder zum preußischen Staat gehörend, wurde 1816 die Erfurter Universität mit gerade noch 20 Studenten per Auflösungsdekret König Friedrich Wilhelms III. vom 24. September 1816 geschlossen:

„Am 12. November wurde die Universität zu Erfurt feierlich aufgehoben. Als Ursache dieser Maßregel wurde die Unzulänglichkeit der Fonds und die Verwandlung der Stadt in eine Festung angeführt. Der königliche Befehl erging hierzu aus Töplitz den 24. September. Keiner der Lehrer verliert etwas an seinen Einkünften, und die Fonds der Universität werden zu Verbesserung der Erziehungsanstalten in Erfurt verwendet.“

Lediglich die im Jahre 1754 von Erfurter Universitätsprofessoren gegründete Akademie gemeinnütziger Wissenschaften zu Erfurt blieb bestehen. Die Akademie versuchte, wie auch der Verein für die Geschichte und Altertumskunde von Erfurt, das Andenken der Universität wachzuhalten.

## Hinterlassenschaften

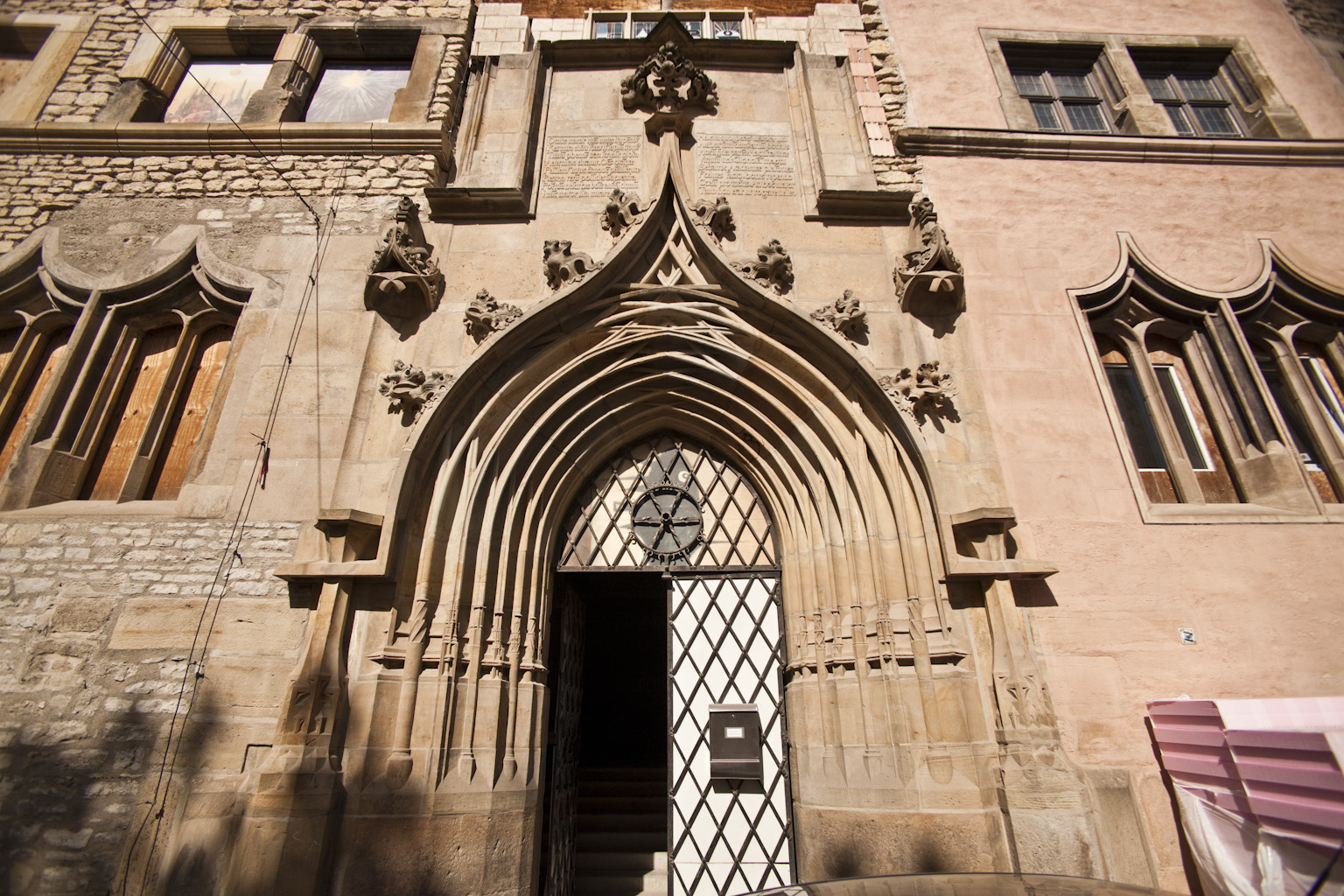
Collegium Maius – ehemaliges Hauptgebäude der Alten Universität

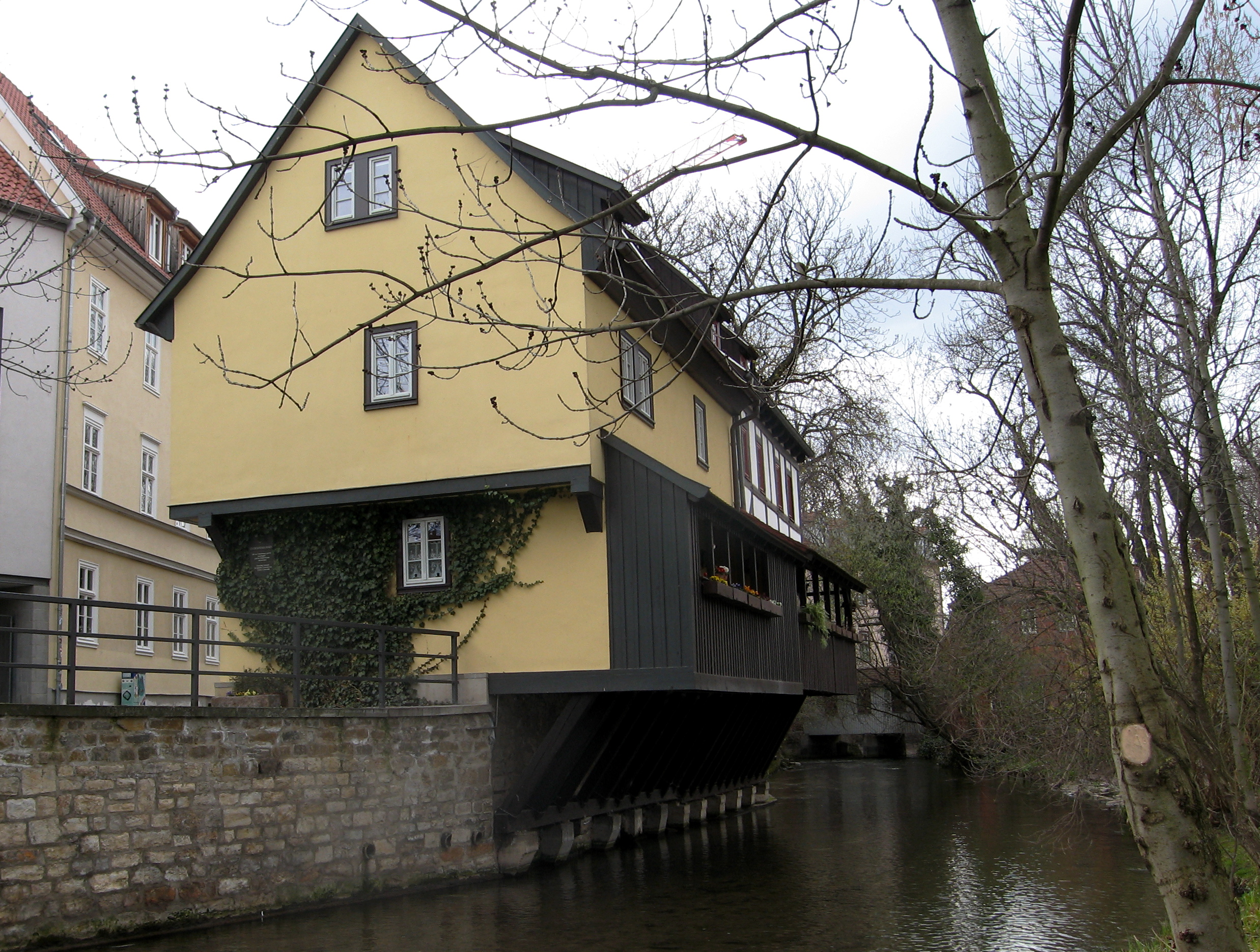
Studentenburse (bursa pauperum) der alten Erfurter Universität am Kreuzsand

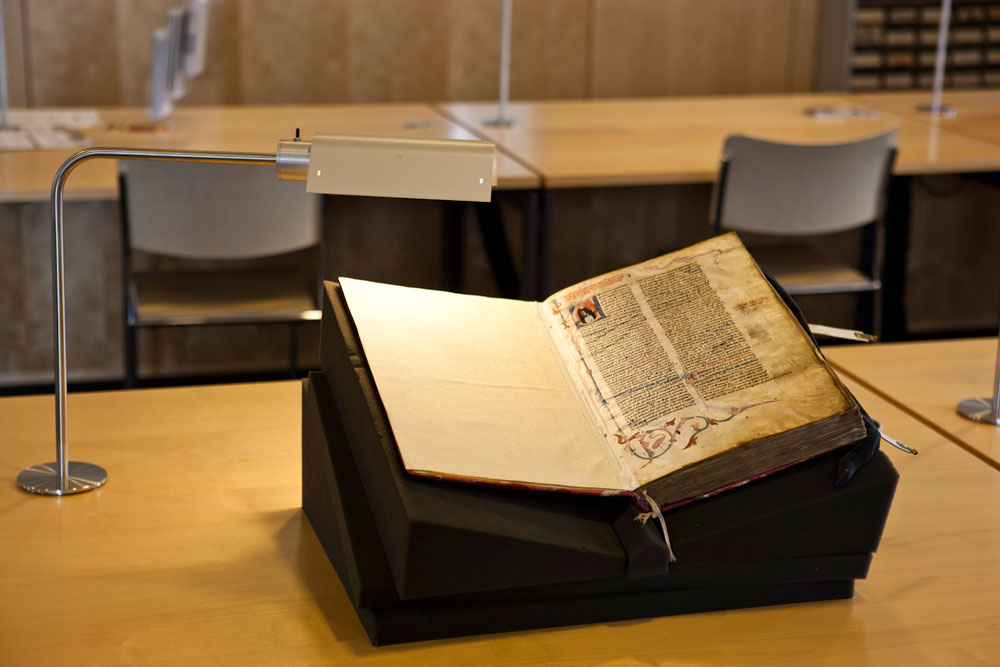
Bibliotheca Amploniana in der Universitätsbibliothek der Universität Erfurt

An die Tradition der alten Erfurter Universität erinnern unter anderem einige Gebäude im historischen Universitätsviertel, dem sogenannten Lateinischen Viertel. Dort befindet sich auch das durch einen US-amerikanischen Luftangriff im Februar 1945 völlig zerstörte und seit 1998 wiederaufgebaute Hauptgebäude der historischen Universität, das Collegium Maius (errichtet 1512–1515).
Ein Antiquariat und akademische Buchhandlung in diesem Bereich (Futterstraße) führt noch den Namen der alten Hierana.
Mit der Bibliotheca Amploniana, Privatbibliothek des zweiten Rektors Amplonius Ratingk d. Ä. (ca. 1365–1435), die er 1412 der Universität übereignete, besitzt Erfurt eine weltberühmte Handschriftensammlung spätmittelalterlichen Wissens. Diese größte Bibliothek eines Gelehrten aus vorhumanistischer Zeit vermittelt auch einen umfassenden Überblick über die gesamte zeitgenössische Medizin, wie sie bis in die zweite Hälfte des 15. Jahrhunderts überall in Europa gelehrt wurde.